# Giornata mondiale dei diritti umani
La  Giornata mondiale dei diritti umani è una celebrazione sovranazionale che si tiene in tutto il mondo il 10 dicembre di tutti gli anni. La data è stata scelta per ricordare la proclamazione da parte dell'Assemblea generale delle Nazioni Unite della Dichiarazione universale dei diritti umani, il 10 dicembre 1948.

## Storia
L'istituzione formale della Giornata è avvenuta durante il 317º meeting globale dell'Assemblea generale delle Nazioni Unite il 4 dicembre 1950, quando è stata promulgata la risoluzione 423(V) che invitava tutti gli stati membri e tutte le organizzazioni coinvolte ed interessate a celebrare la giornata nella maniera a loro più consona.
La Giornata è uno degli eventi di punta nel calendario del quartier generale delle Nazioni Unite a New York ed è onorata con conferenze di alto profilo politico ed eventi culturali come mostre o concerti riguardanti l'argomento dei diritti umani. Inoltre, in questa giornata vengono tradizionalmente attribuiti i due più importanti riconoscimenti in materia, ovvero il quinquennale premio delle Nazioni Unite per i diritti umani, assegnato a New York, ed il premio Nobel per la pace ad Oslo; oltre a questi premi, molte altre organizzazioni internazionali, non governative, civili ed umanitarie su tutto il pianeta scelgono questa giornata per eventi significativi.
Nel 2006 il tema della giornata fu la lotta alla povertà. Per l'occasione furono pubblicate diverse dichiarazioni ufficiali, fra cui una elaborata da 37 delle nazioni che fanno parte del Consiglio per i diritti umani delle Nazioni Unite:
(Louise Arbour, Alto commissariato delle Nazioni Unite per i diritti umani)
Per la celebrazione del 60º anniversario della Dichiarazione universale dei diritti umani, il 10 dicembre 2008, il segretario generale delle Nazioni Unite ha lanciato una campagna della durata di un anno che commemora il record mondiale raggiunto dalla Dichiarazione come testo più tradotto al mondo (più di 360 traduzioni esistenti); durante questo anno le organizzazioni in tutto il mondo hanno realizzato varie attività e manifestazioni per educare le popolazioni alla conoscenza dei loro diritti.
La Giornata Mondiale dei Diritti Umani 2022 ha per tema “Dignità, libertà e giustizia per tutti” e viene lanciata la omonima Campagna lunga un anno che si concluderà il 10 dicembre 2023, giorno del 75º Anniversario della Dichiarazione Universale dei Diritti Umani.